# Lutfiya al-Qaba'ili
Lutfiya al-Qaba ' ili (sinh năm 1948) là một nhà báo và nhà văn viết truyện ngắn người Libya.
Al-Qaba-ili có bằng cấp về địa lý của Đại học al-Fatih, và trong nhiều năm chỉnh sửa tạp chí al-Bayt; cô ấy đã tiếp tục làm việc trong các phương tiện truyền thông kể từ đó. Sự nghiệp của cô là một nhà văn tiểu thuyết ngắn bắt đầu vào giữa những năm 1960, khi cô thấy mình viết rất nhiều tác phẩm mà sau đó cô đã thu thập để xuất bản.    Cuốn sách của cô Amani mu'allaba (Đóng hộp hy vọng) đã được xuất bản ở Tripoli vào năm 1977.